# Barnham (Suffolk)
Barnham is een civil parish in het bestuurlijke gebied West Suffolk, in het Engelse graafschap Suffolk met 571 inwoners.